# Choeroparnops tuberculatus
Choeroparnops tuberculatus là một loài cánh thẳng thuộc họ Muỗm (Tettigoniidae). Tên khoa học của loài này được Walker công bố hợp lệ vào năm 1870.